# Gerwin Eisenhauer

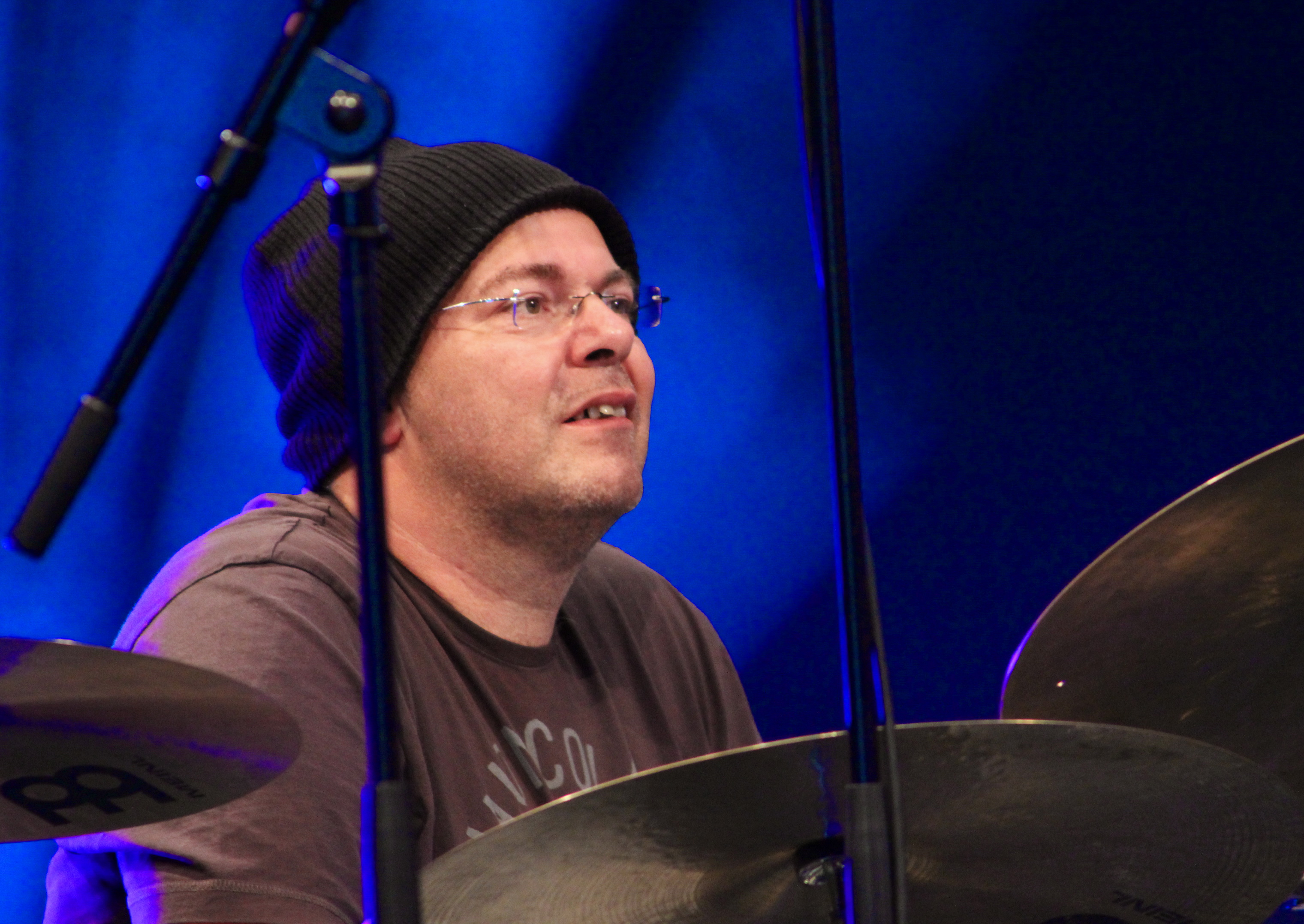
Gerwin Eisenhauer bei einem Auftritt mit dem Trio ELF (2012)

Gerwin „Geff“ Eisenhauer (* 1967 in Weiden in der Oberpfalz) ist ein deutscher Jazzmusiker (Schlagzeug).

## Leben und Wirken
Eisenhauer besuchte von 1979 bis 1986 das Augustinus-Gymnasium Weiden und im Anschluss bis 1989 das Erasmus-Gymnasium Amberg. Während der gesamten Gymnasialzeit nahm er privat Schlagzeugunterricht bei Ulli Knod (* 1958), Nic France und Werner Schmitt aus Mainz. Von 1990 bis 1993 studierte er am New Yorker Drummers Collective bei Dave Weckl, Kim Plainfield, Duduka da Fonseca, Mike Clerk und anderen. Er lebt in Regensburg.
Mit Agnes Lazar und Mario Suetel veröffentlichte er 2003 in der Regensburger Formation Lazar das Album Consumotionality. Seit 2005 spielt er mit dem Pianisten Walter Lang und dem Kontrabassisten Sven Faller als Trio ELF, das mehrere Tonträger veröffentlicht hat. Mit Lang und Uli Zenner Wolkenstein am Bass ist er unter dem Bandnamen Gerwin Eisenhauer's Booom tätig. Sein 2005 herausgegebenes Buch Welcome to the Jungle – Drum'n'Bass-Workbook For Drummers wurde von der Zeitschrift Sticks zum „Buch des Monats“ gekürt. Am Theater Regensburg obliegt ihm die musikalische Leitung für das Stück Der Sommernachtsalbtraum auf St. Emmeram (Spielsaison 2014/2015), für das er die Idee hatte. In der Folge Intuition im Miteinander der Fernseh-Serie Auf den Spuren der Intuition wurde er 2010 neben anderen Persönlichkeiten dokumentiert.
Eisenhauer doziert auch an Schulen und gibt Workshops und Seminare. Sein Bruder ist der Produzent und Gitarrist Rüdiger Eisenhauer. Sein Sohn David Fink-Eisenhauer ist ebenfalls als Musiker aktiv.

## Preise und Auszeichnungen
2005 wurde Eisenhauer mit einem Preis des Goethe-Instituts für seine Vertonung (mit Lisa Wahlandt und Bernd Meyer) des Gesangs der Geister über den Wassern ausgezeichnet. Er erhielt 2008 den Kulturpreis des Bezirks Oberpfalz in der Kategorie Schlagwerk, Percussion 2012 wurde ihm der Kulturpreis der Stadt Regensburg verliehen.

## Diskografische Hinweise
Solo-Alben
- 2004: Boomclack Diggyboom Clack (Caramelle)

mit Lisa Wahlandt, Walter Lang und Sven Faller bzw. Christian Diener
- 2003: Marlene (Enja)
- 2009: Stay a While (Enja)

mit Trio ELF
- 2006: Elf (Enja)
- 2008: 746 (Enja)
- 2010: Elfland (Enja)
- 2013: Amsterdam (Enja)
- 2013: Rmxd (180g) (Enja)

mit Marina Trost, Rüdiger Eisenhauer, Christian Diener, Bastian Jütte und Peter Tuscher
- 2010: Closer (GLM)

mit Gerwin Eisenhauer's Booom
- 2014: Music from Videogames (Enja)

mit Gerwin Eisenhauer's The Gäff
- 2014: Favorite Tunes (GLM)

## Musikdrucke
- Welcome to the Jungle – Drum'n'Bass-Workbook For Drummers (inkl. CD), Edition DUX, Manching, 2005. ISBN 978-3-93495-831-9
- Bum bum tschack 1 – Die neue umfassende Schlagzeugmethode für den Anfang (inkl. CD), Edition DUX, Manching, 2008. ISBN 978-3-86849-000-8
- The Christmas Drum Book (mit CD), Edition DUX, Manching, 2010. ISBN 978-3-86849-186-9
- Bum bum tschack 2 – Die neue umfassende Schlagzeugmethode für Fortgeschrittene (inkl. 2 CDs), Edition DUX, Manching, 2013. ISBN 978-3-86849-202-6

## Schriften
- Fucksimile zwei Musikergeschichten, music boox Verlag, 2010. ISBN 978-3-98133-502-6